# ویرایشگر تصویر

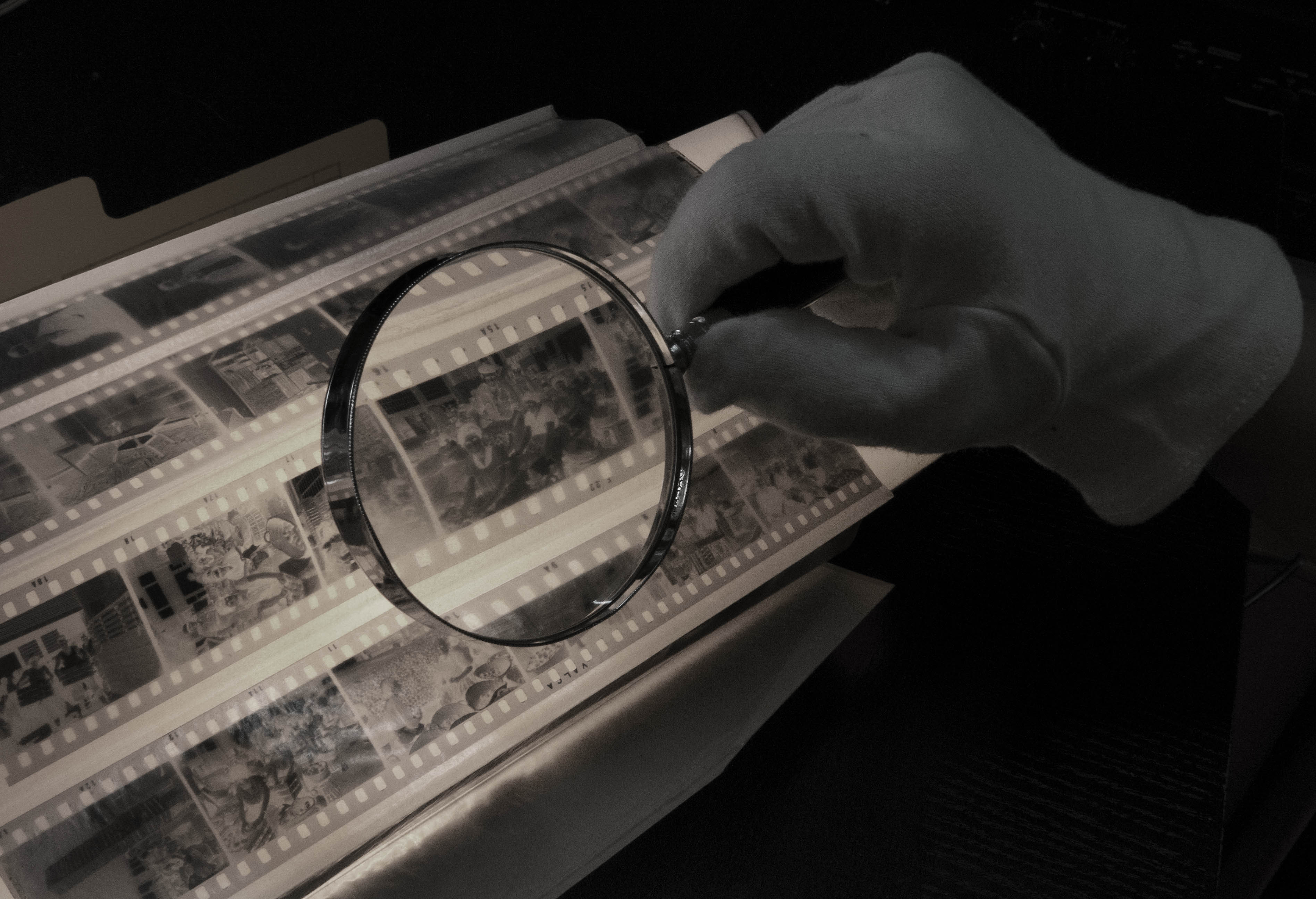
ویرایشگری عکس در دهه های گذشته بدین شکل بوده است.

ویرایشگر تصویر، فردی است که حرفه اش ویرایش عکس است. او عکس‌ها و یا تصاویر را جمع‌آوری، بازبینی و انتخاب می‌کند تا مطابق با دستورالعمل‌های مربوطه و از پیش تعیین شده منتشر شوند. تصاویر ویرایش شده برابر قوانین در وب‌سایت‌ها، کتاب‌ها، مجلات، روزنامه‌ها، گالری‌های هنری، کاتالوگ‌های موزه‌ها و محصولات شرکت‌ها مانند کاتالوگ‌ها و گزارش‌های سالانه منتشر می‌شود. 
در گزینش عکس‌ها و تصاویر، ویرایش‌گران استانداردها، نیازها و بودجه انتشارات خود را در نظر می‌گیرند.